# Pernille Vermund
Ann Pernille Vermund Tvede (Copenaghen, 3 dicembre 1975) è una politica e architetto danese, membro del Folketing dal 2019, è nota per avere nel 2015 cofondato e guidato il partito politico La Nuova Destra. In precedenza faceva parte del Partito Conservatore danese.

## Biografia
Pernille (chiamata Nille) Vermund si è laureata alla Royal Danish Academy of Fine Arts e ha lavorato come architetto prima di entrare in politica. Era la proprietaria della società Vermund Gere Arkitekter MAA.

## Carriera politica
Vermund è stata membro del Partito popolare conservatore e ha fatto parte del consiglio municipale della municipalità di Helsingør per il partito dal 2009 al 2011. Nell'ottobre 2015 ha co-fondato il partito Nye Borgerlige (Nuova Destra) con Peter Seier Christensen. Vermund ha dichiarato di aver fondato il partito poiché sentiva che il suo vecchio partito era diventato troppo morbido sulle questioni dell'immigrazione e dell'Unione europea. Politicamente si definisce conservatrice.
(Pernille Vermund)
Vermund è stata eletta al Folketing nel 2019. Il suo obiettivo politico è realizzare "una rivoluzione borghese" garantendo maggiore assistenza agli anziani e alle famiglie, cancellando i progetti di integrazioine e i sussidi agli immigrati, offrendo maggiore sicurezza, difendendo l'identità cristiana.

## Vita privata
Vermund ha divorziato nel 2011 dal suo primo marito, Johnny Gere, ed è madre di tre ragazzi. Nel 2019 ha sposato l'autore di saggi e uomo d'affari danese Lars Tvede. I due hanno divorziato nel 2021. Lei è poi diventata la compagna di Claus Bretton-Meyer.